# Protea
Protea (Protea) je rod rostlin z čeledi proteovité, který byl Carlem von Linné pojmenován po bohu Proteovi, který měl stejně jako tento rod velmi proměnlivou podobu. Roste především v jižní Africe.

## Vzhled a výskyt
Rostliny rodu protea jsou keře i stromy se stálezelenými listy. Rostou na suchých vyprahlých půdách a skalnatých svazích v oblastech tropické až jižní Afriky. Květenství jsou velká, nápadně šišticovitá a známe je z květinářství, kde se prodávají sušená k aranžování. Tyto rostliny často úzce koexistují s ptákem strdimilem kapským, který se živí nektarem z květů a zároveň je opyluje.

## Druhy
- Protea repens
- Protea lanceolata

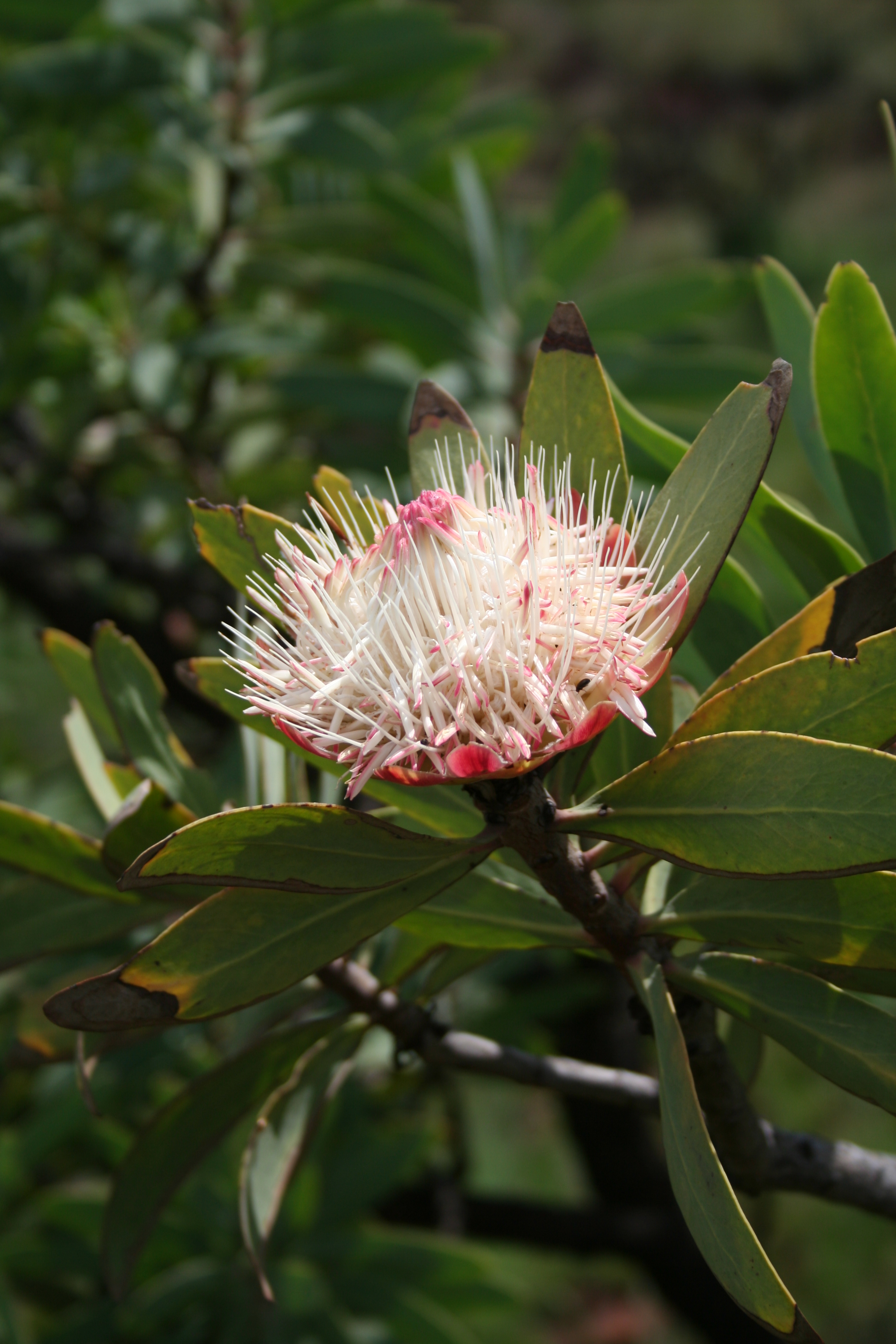
Protea caffra

- Protea odorata - hrozí jí vyhynutí, vyskytuje se pouze v Západním Kapsku v počtu několika mála exemplářů
- Protea cynaroides
- Protea amplexicaulis
- Protea cordata
- Protea decurrens
- Protea humiflora
- Protea subulifolia
- Protea caffra